# Christian Kipfer
Christian Kipfer (ur. 19 grudnia 1921, zm. w 2009) – szwajcarski gimnastyk, medalista olimpijski z Londynu.